# Petit vacoa
Pandanus sylvestris
Espèce
Le petit vacoa (Pandanus sylvestris) est une espèce de plantes à fleurs de la famille des Pandanacées. C'est une plante arborescente, endémique de La Réunion.